# Santa Maria del Lume
Con il titolo di Maria Santissima del Lume o di Madre Santissima del Lume si esprime una devozione cattolica mariana che deriva da una rivelazione della Madonna a una veggente che sarebbe avvenuta il 21 novembre del 1722 a Palermo.

## Origine
Il Padre Giovanni Antonio Genovesi, sacerdote della Compagnia di Gesù, zelante missionario morto nel 1743, venerato dal popolo di Messina come un santo durante il flagello della peste, decise di consacrare le fatiche del suo lavoro missionario alla Madonna cui era devotissimo.
Quindi, insieme al crocefisso, decise di portare con sé un'immagine in tela della Madonna. Indeciso sul titolo e sull'immagine, pensò di chiedere direttamente alla Madonna il modo con il quale voleva essere venerata. Ma ritenendosi indegno di fare tale richiesta, volle chiedere la particolare grazia tramite una nobile e pia donna, fattasi religiosa. Un giorno, dopo la comunione, intenta a ringraziare il Signore, cadde in uno stato d'estasi. Ecco come la veggente descrisse la sua visione: … Una schiera di serafini la circondavano… sorreggevano sul capo… un triplice diadema. Adornava il capo verginale una lunga veste, una fascia le cingeva i fianchi, dalle spalle graziosamente pendeva un mantello azzurro. Avrebbe colpito in particolare: La straordinaria affabilità e grazia che effondeva il volto augusto della Vergine… ne accresceva ancor più la gioia il vedere la Gran Madre non sola, come altre volte, ma portante nel suo braccio sinistro il suo Divin Figlio in forma di Bambino allegro e sorridente.

## Resoconto della veggente
La veggente riferì che, quando chiese a Maria perché si facesse vedere, la Madonna le avrebbe ricordato la preghiera rivoltale dal padre Genovesi, e avrebbe pronunciato le seguenti parole: Voglio essere dipinta su una tela così come mi vedi e, mentre così diceva, si curvò per trattenere un'anima dal cadere nelle pene dell'inferno. La donna ricordò che il Padre Genovesi aveva chiesto che nella pittura si rappresentassero i cuori dei peccatori in atto di presentarli in qualche maniera alla Vergine. La Madonna acconsentì a questo desiderio mostrandole proprio ciò. La veggente riferì: … ed ecco (sempre nella stessa visione) si presenta in ginocchio accanto alla Vergine un angelo che, tenendo in mano un canestrino pieno di cuori, li presenta a Lei dalla parte sinistra, dove il divin pargoletto, che stava in braccio alla Madre, a uno a uno li prende e, non men cogli sguardi che con contatto, li infervora e li infiamma di carità. Infine: "… vedi ora - ripeté la madre di Dio - come io mi sono lasciata vedere da te, tale e quale esattamente voglio essere dipinta, e in questa maniera voglio essere evocata col nome di "Madre Santissima del Lume".
La seguente espressione sarebbe stata ripetuta per ben tre volte, aggiungendo che chiunque l'avesse evocata con questo titolo sarebbe stato coronato con ogni grazia e benedizione. Il quadro fu dipinto a Palermo, alla presenza della veggente e del padre Genovesi. Era l'anno 1722.

## Diffusione della devozione

### In Italia
- Calatafimi (TP)
- Belpasso (CT)
- Cammarata (AG)
- Cesta di Copparo (FE);
- Favelloni di Cessaniti (VV);
- Francavilla di Sicilia (ME);
- Fiumara di Piraino (ME);
- Grottaglie (TA);
- Linera (CT);
- Lucca Sicula (AG)
- Lume (RC);
- Melara (RO);
- Naro (AG);
- Palazzo Adriano (PA);
- Palermo;
- Partanna (TP);
- Chiusa Sclafani (PA);
- Pellaro (RC);
- Presinaci di Rombiolo (VV);
- Porticello (PA);
- Sambuca di Sicilia (AG);
- San Giovanni Gemini (AG).

### All'estero
- Anahuac (Texas);
- Bolivar (Venezuela);
- Città del Messico (Messico);
- Garafia (Isole Canarie);
- Guadalupe (Nuovo Leòn, Messico);
- León (Messico);
- Lima (Perù);
- Milwaukee (Wisconsin);
- Monterrey N.L. Portel (Brasile);
- Puebla (Messico);
- Santo Domingo;
- San Diego (California);
- Tarifa, Guanajuato (messico);
- Veracruz, (Messico).
- Loon (Bohol), (Filippine)
- Cainta, (Rizal), Diocesi di Antipolo, (Filippine)